# Rue Pierre-de-Sivry
La rue Pierre-de-Sivry est une voie de la commune de Nancy, dans le département de Meurthe-et-Moselle, en région Lorraine.

## Situation et accès
Au sein du ban communal de la ville de Nancy, la rue Pierre-de-Sivry se place à sa périphérie sud-ouest, au sein du quartier Haussonville - Blandan - Donop.

## Origine du nom
Elle porte le nom d'Esprit Claude Pierre de Sivry, seigneur de Remicourt et Villers, membre de l'académie de Nancy, conseiller puis président au parlement de cette ville. C'est le père de Philippine de Sivry femme de lettres Madame de Vannoz.

## Historique
Ancienne impasse particulière ouverte à partir de 1903, elle est limitée à la rue des Frères Voirin puis prolongée en 1934 jusqu'à la rue du Général Frère sur des terrains militaires. Dénommée en 1911 et 1934, sous l'ancien nom rue de Sivry, elle est classée en totalité en 1973.